# شين برولي
شين برولي (بالإنجليزية: Shane Brolly)‏ هو كاتب وممثل أمريكي، ولد في 6 مارس 1970 ببلفاست في المملكة المتحدة.

## أعمال

### أفلام
- (2003) العالم السفلي[2]
- (2006)  تطور[3]
- (2009)  صعود الليكانز[4][5]
- (2012)  الصحوة[6]

### مسلسلات
- نيويورك

## وصلات خارجية
- شين برولي على موقع IMDb (الإنجليزية)
- شين برولي على موقع ألو سيني (الفرنسية)
- شين برولي على موقع أول موفي (الإنجليزية)
- شين برولي على موقع قاعدة بيانات الأفلام السويدية (السويدية)
- شين برولي على موقع قاعدة بيانات الفيلم (الإنجليزية)
- شين برولي على موقع كينوبويسك (الروسية)